# Dao Molander Di Ponziano
Dao Keela Antonia Molander Di Ponziano, även känd som Dao Di Ponziano, född 6 oktober 2001 i Stockholm, är en svensk skådespelerska och sångerska.
Hon har medverkat i ett flertal svenska filmer som Sune på bilsemester (2013) och Lasse-Majas detektivbyrå. Stella Nostra (2015). Hon har även medverkat i TV-serien Hassel (2017). Hon deltog i Talang 2018 där hon framförde låten "Fix You" under sin audition och tog sig till semifinal där hon inte röstades vidare.
Hon deltog i Idol 2019 där hon kom på en tredjeplats. Hon lyckades inte ta sig vidare till kvalfinalen i sitt kvalheat, men återinfördes i kvalfinalen som ett av juryns sex wild cards av 13 kandidater. Den 22 november 2019 släppte hon sin version av låten "Fix You" som hon både sjöng i Talang och den femte fredagsfinalen av Idol.
Hon är dotter till skådespelaren Antonio Di Ponziano och rollsättaren Mari Molander, samt barnbarn till skådespelaren och regissören Jan Molander.

## Filmografi
- 2013 - Sune på bilsemester - ung Nicole/Nora
- 2015 - Lasse-Majas detektivbyrå – Stella Nostra - Focaccia Panini
- 2017 - Hassel (TV-serie) - Madde (två avsnitt)
- 2019 – Idol